# 58279 Kamerlingh
58279 Kamerlingh este o planetă minoră (asteroid) din centura de asteroizi. A fost descoperită pe 11 octombrie 1993 la Observatorul European Austral de Eric Walter Elst. 
Obiectul prezintă o orbită caracterizată de o semiaxă mare de 3,9695323332947 UAi, o excentricitate de 0,14, o înclinație de 5,8 ° în raport cu ecliptica.